# Kontinuitetna enačba
Kontinuitétna enáčba je parcialna diferencialna enačba, ki povezuje prvi odvod količine z značajem gostote po času z divergenco oziroma prvim odvodom količine z značajem toka po kraju. Ker se masa, energija, gibalna količina, električni naboj in druge naravne količine pri posameznih ustreznih stanjih ohranjajo, lahko s kontinuitetno enačbo opišemo različne fizikalne pojave. Različne kontinuitne enačbe so v diferencialni obliki zapisani ohranitveni zakoni in so njihova strožja, krajevna oblika.
Velja na primer, da »se celotna energija v Vesolju ohranja«. Ta izjava takoj ne izključuje možnost, da lahko energija z Zemlje izginja in istočasno nastaja v drugi galaksiji. Strožja izjava je, da se energija ohranja krajevno: energija ne more nastati ali se izničiti, ne more se »prenesti« z enega mesta na drugo mesto - lahko se le giblje s stalnim tokom. Kontinuitetna enačba je matematični način izrazitve in zapisa takšne vrste izjave.

## Tok snovi
Iz zakona o ohranitvi mase lahko izpeljemo kontinuitetno enačbo za gostoto:
{\displaystyle \nabla \cdot (\rho \mathbf {v} )=-{\frac {\partial \rho }{\partial t}}\!\,.}
V stacionarnem stanju se gostota s časom ne spreminja: {\displaystyle \mathrm {d} \rho /\mathrm {d} t=0\,}. Odtod sledi, da mora biti pritekajoči tok enak odtekajočemu, oziroma:
{\displaystyle \nabla \cdot (\rho \mathbf {v} )=0\!\,.}
Če je tekočina nestisljiva, kar pomeni, da v toku ni velikih tlačnih razlik, lahko približno vzamemo, da se gostota tudi s krajem ne spreminja: ρ = konst. Odtod vidimo, da ima kontinuitetna enačba za stacionarni tok nestisljivih tekočin posebej preprosto obliko:
{\displaystyle \nabla \cdot \mathbf {v} =0\!\,.}

## Difuzija
Pri difuziji v binarni zmesi spremljajmo sestavino, označeno z indeksom 1. Delno gostoto ρ1 te sestavine povezuje z delnim masnim tokom j1 kontinuitetna enačba:
{\displaystyle \nabla \cdot \mathbf {j} _{1}=-{\frac {\partial \rho _{1}}{\partial t}}\!\,.}
Enačba velja, če med sestavinama ni kemijskih reakcij.

## Električni naboj
Zaradi zakona o ohranitvi naboja je skupni električni tok, ki odteče z danega telesa v okolico, enak negativnemu časovnemu odvodu preostalega naboja:
{\displaystyle \int \mathbf {j} _{e}\cdot \mathrm {d} \mathbf {S} =-{\frac {\partial e}{\partial t}}\!\,.}
V diferencialni obliki, preračunano na enoto prostornine:
{\displaystyle \nabla \cdot \mathbf {j} _{e}=-{\frac {\partial \rho _{e}}{\partial t}}\!\,.}
Kontinuitetno enačbo za električni naboj lahko izpeljemo tudi iz Maxwellovih enačb, natančneje iz Ampèrovega zakona o magnetni napetosti in Gaussovega zakona o magnetnem pretoku.

## Energija
Toplejše telo oddaja energijo okolici s prevajanjem toplote. Zaradi zakona o ohranitvi energije velja:
{\displaystyle \int \mathbf {j} \cdot \mathrm {d} \mathbf {S} =-{\frac {\partial W}{\partial t}}\!\,.}
Pri tem je j gostota energijskega toka, W pa notranja energija telesa.